# 吴子兰
吴子兰（2世纪—200年2月11日），东汉末年将军。与车骑将军董承、长水校尉辑、偏将军王子服同谋，称受汉献帝衣带中密诏，与左将军刘备谋诛司空曹操。刘备趁机在外起兵。建安五年（200年）正月，董承所谋事泄，曹操杀董承、王子服、种辑、吴子兰，皆夷三族（《资治通鉴》作正月壬子日事，当年正月无壬子日，疑误），又将董承已怀孕的女儿、汉献帝的董贵人杀死。
罗贯中历史小说《三国演义》对吴子兰参与董承之谋事有更详细的描述：身为工部侍郎的王子服发现董承有密诏后，与董承立义状，都写上名字，说到昭信将军吴子兰与自己交情至厚，可与同谋。董承也说到种辑和议郎吴硕是自己心腹，可以同谋。正好种辑、吴硕来探望董承，得知董承所谋后，在义状上写了名字。王子服就去请吴子兰来与众人相见，也在义状上写了名字。董承邀请众人于后堂会饮。这时西凉太守马腾也来探病，董承试探出他也恨曹操，请他与众人相见，取出义状给马腾写名字。马腾取酒歃血为盟，指着座上五人说如果得到十人，可成大事。董承说忠义之士不可多得，若所托非人，将反遭相害。在马腾推荐下，董承联系刘备，刘备也在义状写了名字。后来刘备起兵脱离曹操，马腾回西凉，董承日夜与王子服等商议谋害曹操，却无计可施。建安五年元旦，给董承看病的随朝太医吉平发现董承之谋，咬指为誓，与董承商定由吉平借给曹操看病之机毒杀曹操，但董承家奴秦庆童因受罚，出逃向曹操告密称王子服、吴子兰、种辑、吴硕、马腾五人在董承府中商议机密，必然是谋害丞相（指曹操），及董承曾拿出白绢一段（即义状），及吉平咬指为誓事，因此次日吉平未能毒杀曹操，反被擒住。曹操传令次日设宴，请众大臣饮酒，董承称病不来，王子服等怕曹操生疑，不敢不到。曹操在席间拷打吉平逼供，王子服等四人面面相觑，如坐针毡。吉平没有供出众人，被牵下去。散席后，曹操只留王子服等四人夜宴，四人魂不附体。曹操问四人与董承商议何事，并指出白绢，王子服等都不承认。曹操教唤出秦庆童对证，秦庆童指王子服等回避众人，六人在一处画字。曹操又问及吉平下毒事，王子服等都说不知情。曹操说如果今晚自首尚可恕，等事发就难赦免了。王子服等皆言并无此事，曹操叱左右将四人拿住监禁。又次日，曹操又率众押吉平去董承府上，称吉平招供出四人，并拷打吉平要他供出董承。吉平自杀。曹操擒住董承，搜出衣带诏和义状，意图废黜献帝，被谋士程昱劝止，于是只将董承等五人及其全家老小押送各门处斩。死者共七百余人。城中官民见者，无不下泪。后人有诗叹王子服等四人：“书名尺素矢忠谋，慷慨思将君父酬。赤胆可怜捐百口，丹心自是足千秋。”
历史上马腾并无参与衣带诏事，也无明显的效忠汉室的言行；吉平的原型太医令吉丕并非死于此事，而是死于建安二十三年（218年）反曹起事失败。秦庆童亦属虚构人物。建安五年时曹操尚未官拜丞相。